# وزارة الدفاع وإسناد القوات المسلحة (إيران)
وَزارَة الدِّفاع وإِسْنادُ القُوّات المُسلّحة الإيرانية (تم تشكيلها في عام 1989) هي الوزارة المسؤولة عن القوات المسلحة الإيرانية وتنظيمها وإدارة شئونها ومنشآتها ومرافقها والعمل على تطويرها وصيانتها.

## الوزراء
| !  | الاسم            | الصورة             | الحزب                       | رئيس الدولة         | قائد الثورة الإسلامية |
| -- | ---------------- | ------------------ | --------------------------- | ------------------- | --------------------- |
| 1  | أحمد مدني        |                    | الجبهة الوطنية              | مهدي بازركان        | روح الله الخميني      |
| 2  | محمد تقي رياحي   |                    | الجيش                       | مهدي بازركان        | روح الله الخميني      |
| 3  | مصطفى تشمران     |                    | حزب نهضة حرية إيران         | مهدي بازركان        | روح الله الخميني      |
| 4  | علي خامنئي       |                    | جمعية علماء الدين المجاهدين | شوری الثورة         | روح الله الخميني      |
| 5  | جواد فكوري       |                    | جيش                         | محمد علي رجائي      | روح الله الخميني      |
| 6  | موسي نامجو       |                    | جيش                         | محمد جواد باهنر     | روح الله الخميني      |
| 7  | محمد سليمي       |                    | جيش                         | مير حسين موسوي      | روح الله الخميني      |
| 8  | محمد حسين جلالي  |                    | جيش                         | مير حسين موسوي      | روح الله الخميني      |
| 9  | اكبر تركان       |                    | حزب الاعتدال والتنمية       | أكبر هاشمي رفسنجاني | علي خامنئي            |
| 10 | محمد فروزنده     |                    | حرس الثورة الإسلامية        | أكبر هاشمي رفسنجاني | علي خامنئي            |
| 11 | علي شمخاني       |                    | جبهة الإصلاح                | محمد خاتمي          | علي خامنئي            |
| 12 | مصطفى محمد نجار  |                    | حرس الثورة الإسلامية        | محمود أحمدي نجاد    | علي خامنئي            |
| 13 | أحمد وحيدي       |                    | حرس الثورة الإسلامية        | محمود أحمدي نجاد    | علي خامنئي            |
| 14 | حسين دهقان       |                    | حرس الثورة الإسلامية        | حسن روحاني          | علي خامنئي            |
| 15 | محمد رضا أشتياني | 3-محمد رضا آشتيانی | حرس الثورة الإسلامية        | إبراهيم رئيسي       |                       |